# Micrurus laticollaris
Micrurus laticollaris este o specie de șerpi din genul Micrurus, familia Elapidae, descrisă de Peters 1870. A fost clasificată de IUCN ca specie cu risc scăzut.

## Subspecii
Această specie cuprinde următoarele subspecii:
- M. l. laticollaris
- M. l. maculirostris